# Эмиль Сокольский
Эми́ль Алекса́ндрович Соко́льский (настоящее имя — Ви́ктор Ю́рьевич Хра́мов, 30 июля 1964, Ростов-на-Дону — 1 января 2022, Куркино, Вологодская область) — русский литературовед, критик, краевед, музыковед.

## Биография
Окончил геолого-географический факультет Ростовского государственного университета.
Печатался в журналах «Дети Ра», «Аврора», «Дон», «Подъём», «Prosоdia»,  «Ковчег», «Московский журнал», «Научная мысль Кавказа», «Слово», «Природа и человек. XX век», «Театральная жизнь», в сетевых журналах «Молоко», «Новая реальность», «Плавучий мост», «Relga»; в альманахах «Отечество», «Эолова арфа»; в газетах «Литературная Россия», «Независимая газета» и др.
Автор книг «Церковная старина: Очерки истории некоторых православных храмов Области войска Донского», «Два рассказа», «Грусть по донецкой степи», «За последним поворотом», «Дон потаенный».
В 1990-х годах на основе своей фонотеки провел на ростовском радио множество авторских передач об истории мировой эстрады 20-40-х годов.
Участник искусствоведческих и литературоведческих конференций. Автор множества очерков, посвященных истории дворянских усадеб, церковной старине, местам, связанным с жизнью и творчеством русских писателей, художников, музыкантов, деятелей культуры, статей о книгах современных поэтов и прозаиков.
Работал ведущим библиографом Донской государственной публичной библиотеки, а также литературным редактором выпускаемого ДГПБ краеведческого альманаха «Донской временник». Был заместителем главного редактора и ведущим критиком-обозревателем журнала поэзии «Дети Ра».
Последнее время занимался исследованием авторства романа «Тихий Дон», написал такие работы как «Неграмотный аферист Михаил Шолохов из станицы Вёшенская», «Великий русский писатель Федор Крюков — автор романа «Тихий Дон», выезжал в Вёшенскую.
Умер 1 января 2022 года в возрасте 57 лет, находясь в Куркино Вологодской области, куда поехал за материалами для своей работы. Причиной смерти стала атеросклеротическая болезнь сердца.

## Отзывы
- Александр Акопов: «Как истинный российский литератор, влюбленный в русскую литературу, любознательный, ищущий, увлекающийся, он занялся поиском следов великих деятелей русской культуры, сначала и прежде всего, А. С. Пушкина. Но как? Посещал места, где бывал Пушкин, жили его родственники, друзья, соученики по лицею — села, деревеньки с усадьбами и старинными домами и постройками, встречался с сотнями разных людей — хранителей легенд и передаваемых поколениями обывателей слухов, свидетельств, уникальных предметов и документов, которые берегли жители глубинки»[9].
- Ольга Девш: «Его этнографические очерки насыщены поэзией благодаря внутренней свободе и желанию неустанно расширять горизонты, не зацикливаться на одном. Будь то путевые заметки или короткие эссе в фейсбуке о музыке прошлого века, некогда популярных исполнителях зарубежной и советской эстрады, он не отступал от строгого правила: „Стараюсь писать так, чтобы это прежде всего было интересно читать (сам текст, а не то, о ком он и о чём)“»[10].
- Владимир Козлов: «Для него поэзия всегда была сферой тайны и чуда, которые только отодвигаются в тень от тех, кто светит на них фонарём. Все попытки приближения смешны, мы можем только чувствовать тайну, постигать чудо как чудо, восхищаться им, а значит, и разговор о поэзии — это рассказ о нашей встрече с чудом, а если нет чуда, так и говорить не о чем»[10].
- Константин Шакарян: «Пристальный, тонкий читатель, живой и яркий собеседник, истинный „читатель стиха“: не опутанный сетями наших вечных литидеологий, не принимающий каких бы то ни было „правил игры“ в разговоре о литературе, о поэзии. Непредсказуемый. Живой»[10].